# Думітру Поповіч
Думітру Поповіч (рум. Dumitru Popovici, нар. 5 серпня 1983) року — молдовський футболіст, захисник кишинівської «Дачії» та національної збірної Молдови.

## Біографія
Попович грав у Кубку УЄФА за команду «Тилігул» Тирасполь проти команди «Погонь» (Щецин) 18 червня 2005 року. Попович грав у азійській Лізі чемпіонів у 2007 році за сирійську команду «Аль-Іттіхад» (Алеппо).

## Досягнення
- Чемпіон Молдови (1):

«Дачія»: 2010/11
- Володар Суперкубка Молдови (1):

«Дачія»: 2011